# Красный (Буда-Кошелёвский район)
Красный (бел. Красны) — посёлок в Чеботовичском сельсовете Буда-Кошелёвского района Гомельской области Беларуси.

## География

### Расположение
В 17 км на юго-запад от районного центра и железнодорожной станции Буда-Кошелёвская (на линии Жлобин — Гомель), 36 км от Гомеля.

## Транспортная сеть
Рядом автомобильная дорога Жлобин — Гомель. Планировка состоит из прямолинейной, близкой к меридиональной ориентации улицы, застроенной двусторонне деревянными домами усадебного типа.

## История
Основан в начале XX века переселенцами с соседних деревень. В 1930 году жители посёлка вступили в колхоз. На фронтах Великой Отечественной войны погиб 21 житель. В 1959 году в составе совхоза «Чеботовичи» (центр — деревня Чеботовичи).

## Население

### Численность
- 2004 год — 19 хозяйств, 24 жителя.

### Динамика
- 1926 год — 17 дворов, 96 жителей.
- 1959 год — 138 жителей (согласно переписи).
- 2004 год — 19 хозяйств, 24 жителя.